# Secpral Pro Instalații
Secpral Pro Instalații este o companie specializată pe importul și furnizarea de materiale de instalații din Cluj-Napoca, România.
Compania distribuie en gros materiale de instalați, centrale, țevi și alte sisteme legate de tot ceea ce înseamnă alimentări cu apă, cu gaz, canalizări și rețele de apă caldă și încălzire.
Secpral Pro Instalații este distribuitor pentru centralele Protherm ale concernului Vaillant-Hepworth (fosta Saunier Duval), unul dintre liderii mondiali în domeniu.
Compania este deținută de Erika Hristea.
În anul 2005 a inaugurat un show-room de 500 metri pătrați, realizat printr-o investiție de 1 milion de euro.
Cifra de afaceri:
- 2004: 24 milioane dolari[3]
- 2002: 13 milioane dolari[1]